# Back Creek (New Jersey)
Back Creek is een estuarium van Delaware Bay in Cumberland County, New Jersey.
Abbots Creek en Ogden Creek komen samen en vormen Back Creek, die 6 km verder stroomt richting Nantuxent Cove van Delaware Bay.

## Zijrivieren
- Abbots Creek
- Ogden Creek